# علم أوكرانيا
علم دولة أوكرانيا (بالأوكرانية: державний прапор України) ويتألف من لونين متساويين بالحجم الجزء الاعلى هو الأزرق والجزء الأسفل هو الأصفر. اعتمدت ألوان العلم في العشرينات واعيد استخدامه بعد انهيار الاتحاد السوفيتي في 18 سبتمبر 1991 شرع البرلمان الأوكراني قانونا مختص لوضع العلم ذو ألونين الأزرق والأصفر الرسمي للبلاد وفي 23 أغسطس في أوكرانيا تحتفل سنويا بيوم العلم الوطني.

## تفسير الرموز
استمدت ألوان العلم من شعار كاليتسكا فالينتسا؛
أما التفسير الشعبي، اللون الأزرق فيعني السماء، والأصفر يعني سنابل القمح.